# El Main
El Main (em árabe: إلماين) é uma cidade e comuna localizada na província de Bordj Bou Arreridj, Argélia. Segundo o censo de 2008, a população total da cidade era de 6 237 habitantes.